# Best of Krezip
Best of Krezip is een verzamelalbum van de Nederlandse band Krezip. Het album werd op 10 november 2008 uitgebracht door Sony BMG. Het bevat naast de meeste uitgebrachte singles van de band ook drie nieuwe nummers, te weten Go to Sleep, Take It Slow en Sweet Goodbyes. Het album werd uitgebracht nadat de band bekend had gemaakt dat ze zouden stoppen.

## Tracklist
1. Plug It In & Turn Me On
2. Go to Sleep
3. I Would Stay
4. Won't Cry
5. Out Of My Bed
6. All Unsaid
7. I Apologize
8. Don't Crush Me
9. Play This Game With Me
10. All My Life
11. Everybody's Gotta Learn Sometime
12. You Can Say
13. In Her Sun
14. That'll Be Me
15. Everything and More
16. Take It Slow
17. Sweet Goodbyes

## Hitnotering
| "Best of Krezip" in de Nederlandse Album Top 100 Hitnotering: 15-11-2008 t/m 14-11-2009 | "Best of Krezip" in de Nederlandse Album Top 100 Hitnotering: 15-11-2008 t/m 14-11-2009 | "Best of Krezip" in de Nederlandse Album Top 100 Hitnotering: 15-11-2008 t/m 14-11-2009 | "Best of Krezip" in de Nederlandse Album Top 100 Hitnotering: 15-11-2008 t/m 14-11-2009 | "Best of Krezip" in de Nederlandse Album Top 100 Hitnotering: 15-11-2008 t/m 14-11-2009 | "Best of Krezip" in de Nederlandse Album Top 100 Hitnotering: 15-11-2008 t/m 14-11-2009 | "Best of Krezip" in de Nederlandse Album Top 100 Hitnotering: 15-11-2008 t/m 14-11-2009 | "Best of Krezip" in de Nederlandse Album Top 100 Hitnotering: 15-11-2008 t/m 14-11-2009 | "Best of Krezip" in de Nederlandse Album Top 100 Hitnotering: 15-11-2008 t/m 14-11-2009 | "Best of Krezip" in de Nederlandse Album Top 100 Hitnotering: 15-11-2008 t/m 14-11-2009 | "Best of Krezip" in de Nederlandse Album Top 100 Hitnotering: 15-11-2008 t/m 14-11-2009 | "Best of Krezip" in de Nederlandse Album Top 100 Hitnotering: 15-11-2008 t/m 14-11-2009 | "Best of Krezip" in de Nederlandse Album Top 100 Hitnotering: 15-11-2008 t/m 14-11-2009 | "Best of Krezip" in de Nederlandse Album Top 100 Hitnotering: 15-11-2008 t/m 14-11-2009 | "Best of Krezip" in de Nederlandse Album Top 100 Hitnotering: 15-11-2008 t/m 14-11-2009 | "Best of Krezip" in de Nederlandse Album Top 100 Hitnotering: 15-11-2008 t/m 14-11-2009 | "Best of Krezip" in de Nederlandse Album Top 100 Hitnotering: 15-11-2008 t/m 14-11-2009 | "Best of Krezip" in de Nederlandse Album Top 100 Hitnotering: 15-11-2008 t/m 14-11-2009 | "Best of Krezip" in de Nederlandse Album Top 100 Hitnotering: 15-11-2008 t/m 14-11-2009 |
| Week                                                                                    | 1                                                                                       | 2                                                                                       | 3                                                                                       | 4                                                                                       | 5                                                                                       | 6                                                                                       | 7                                                                                       | 8                                                                                       | 9                                                                                       | 10                                                                                      | 11                                                                                      | 12                                                                                      | 13                                                                                      | 14                                                                                      | 15                                                                                      | 16                                                                                      | 17                                                                                      | 18                                                                                      |
| --------------------------------------------------------------------------------------- | --------------------------------------------------------------------------------------- | --------------------------------------------------------------------------------------- | --------------------------------------------------------------------------------------- | --------------------------------------------------------------------------------------- | --------------------------------------------------------------------------------------- | --------------------------------------------------------------------------------------- | --------------------------------------------------------------------------------------- | --------------------------------------------------------------------------------------- | --------------------------------------------------------------------------------------- | --------------------------------------------------------------------------------------- | --------------------------------------------------------------------------------------- | --------------------------------------------------------------------------------------- | --------------------------------------------------------------------------------------- | --------------------------------------------------------------------------------------- | --------------------------------------------------------------------------------------- | --------------------------------------------------------------------------------------- | --------------------------------------------------------------------------------------- | --------------------------------------------------------------------------------------- |
| Nummer                                                                                  | 4                                                                                       | 7                                                                                       | 13                                                                                      | 15                                                                                      | 16                                                                                      | 22                                                                                      | 26                                                                                      | 27                                                                                      | 21                                                                                      | 30                                                                                      | 16                                                                                      | 14                                                                                      | 10                                                                                      | 8                                                                                       | 7                                                                                       | 8                                                                                       | 9                                                                                       | 4                                                                                       |
| Week                                                                                    | 19                                                                                      | 20                                                                                      | 21                                                                                      | 22                                                                                      | 23                                                                                      | 24                                                                                      | 25                                                                                      | 26                                                                                      | 27                                                                                      | 28                                                                                      | 29                                                                                      | 30                                                                                      | 31                                                                                      | 32                                                                                      | 33                                                                                      | 34                                                                                      | 35                                                                                      | 36                                                                                      |
| Nummer                                                                                  | 5                                                                                       | 3                                                                                       | 5                                                                                       | 5                                                                                       | 4                                                                                       | 2                                                                                       | 2                                                                                       | 2                                                                                       | 4                                                                                       | 5                                                                                       | 5                                                                                       | 3                                                                                       | 3                                                                                       | 2                                                                                       | 1                                                                                       | 1                                                                                       | 2                                                                                       | 4                                                                                       |
| Week                                                                                    | 37                                                                                      | 38                                                                                      | 39                                                                                      | 40                                                                                      | 41                                                                                      | 42                                                                                      | 43                                                                                      | 44                                                                                      | 45                                                                                      | 46                                                                                      | 47                                                                                      | 48                                                                                      | 49                                                                                      | 50                                                                                      | 51                                                                                      | 52                                                                                      | 53                                                                                      |                                                                                         |
| Nummer                                                                                  | 3                                                                                       | 4                                                                                       | 3                                                                                       | 3                                                                                       | 3                                                                                       | 4                                                                                       | 5                                                                                       | 8                                                                                       | 19                                                                                      | 19                                                                                      | 83                                                                                      | 75                                                                                      | 70                                                                                      | 88                                                                                      | 76                                                                                      | 91                                                                                      | 88                                                                                      | uit                                                                                     |